# Wiączemin Polski
Wiączemin Polski (prononciation : [vjɔnˈt͡ʂɛmin ˈpɔlski]) est un village polonais de la Słubice dans le powiat de Płock de la voïvodie de Mazovie dans le centre-est de la Pologne.
Il se situe à environ 6 kilomètres au nord-ouest de Słubice (siège de la gmina), 21 km au sud-est de Płock (siège du powiat) et à 79 km à l'ouest de Varsovie (capitale de la Pologne).

## Histoire
De 1975 à 1998, le village appartenait administrativement à la voïvodie de Płock.